# Ian Baker
Ian Baker (* 1947 in Melbourne, Victoria) ist ein australischer Kameramann.

## Leben
Nachdem Ian Baker bereits 1971 bei Getting Back to Nothing Kameramann war, begann seine eigentliche Karriere 1976 mit Fred Schepisis Spielplatz des Teufels, für die er auch gleich mit einem AFI-Award für die Beste Kamera ausgezeichnet wurde. Seitdem verbindet ihn mit Schepisi eine jahrzehntelange Zusammenarbeit, bei der er nahezu an all dessen Filmen als Kameramann agierte. Lediglich im Jahr 2001, als er für Königin der Verdammten die Kamera übernahm, wurde Brian Tufano für Schepisis Letzte Runde engagiert.

## Filmografie (Auswahl)
- 1971: Getting Back to Nothing
- 1976: Spielplatz des Teufels (The Devil’s Playground)
- 1978: Die Ballade von Jimmie Blacksmith (The Chant of Jimmie Blacksmith)
- 1982: Die Ballade vom Banditen Barbarossa (Barbarosa)
- 1984: Rückkehr aus einer anderen Welt (Iceman)
- 1985: Eine demanzipierte Frau (Plenty)
- 1987: Roxanne
- 1988: Ein Schrei in der Dunkelheit (A Cry in the Dark (USA); Evil Angels (Australien))
- 1989: The Punisher
- 1990: Das Rußland-Haus (The Russia House)
- 1990: Everybody Wins
- 1992: Mr. Baseball
- 1993: Das Leben – Ein Sechserpack (Six Degrees of Separation)
- 1994: I.Q. – Liebe ist relativ (I.Q.)
- 1996: Die Kammer (The Chamber)
- 1997: Wilde Kreaturen (Fierce Creatures)
- 2001: Königin der Verdammten (Queen of the Damned)
- 2003: Es bleibt in der Familie (It Runs in the Family)
- 2003: Japanese Story
- 2005: Empire Falls
- 2007: Evan Allmächtig (Evan Almighty)
- 2011: Im Auge des Sturms (The Eye of the Storm)
- 2013: Words & Pictures – In der Liebe und in der Kunst ist alles erlaubt (Words and Pictures)

## Auszeichnungen
AFI-Award
- 1976: Beste Kamera – The Devil’s Playground
- 1978: Beste Kamera – Die Ballade von Jimmie Blacksmith (nominiert)
- 2003: Beste Kamera – Japanese Story